# ペドロ・ファヘス
ペドロ・ファヘス・バレタ（スペイン語: Pedro Fages Baleta、カタルーニャ語: Pere Fages i Beleta、1730年 - 1796年）は、スペインの軍人・探検家で、アルタ・カリフォルニアの総督（任期1770-1774、1782-1790年）。

## 生涯
ファヘスは1730年にバルセロナで生れた。
1767年、カタルーニャ軍第2連隊第1大隊の中尉としてカタルーニャ義勇中隊(es)を率いてメキシコに赴任し、ソノラで原住民と戦った。
ファヘスはガスパル・デ・ポルトラのアルタ・カリフォルニア探検に参加した。1769年に25人の兵士を率いてサンカルロス号に乗り、海路ラパスからサンディエゴに向かったが、到着まで110日もかかった。その後、ファヘスはポルトラとともに探検を続け、1770年6月3日にモントレーの建設を宣言した。
1770年6月9日にポルトラはメキシコに帰り、ファヘスはその後をまかされた。ファヘスの率いる31人の兵士によって、モントレーのプレシディオ（要塞）と伝道所が建設された。ファヘスとフニペロ・セラはカリフォルニアのさらに広い地域の植民地化をすすめ、セラが死ぬ1784年までにアルタ・カリフォルニア伝道所の数は9つに達した。ファヘスは1771年5月4日に大尉に昇進した。
1770年11月に、ファヘスはサンフランシスコ湾東岸を北上し、サンレアンドロに到った。1772年3月にはさらに北上してアンティオックに到達した。1772年に食糧不足が起きると、サンルイスオビスポでクマを狩って食糧を補った。
ファヘスは形式上は宣教師より高い地位にあったが、実際には軍事および世俗的な事柄を司るファヘスと、キリスト教および精神的な事柄を司るセラの間でしばしば激しい対立が生じた。セラは伝道所を拡大するために兵隊による援助を必要としたが、いっぽう兵士はモラルが低く、原住民の女を堕落させていた。対立の結果、最初プレシディオの中に作られた伝道所は、翌1771年にカーメル川畔に移された。
1773年、セラはメキシコシティに戻り、ヌエバ・エスパーニャ副王にファヘスの罷免を要求した。ファヘスは1774年5月4日付で罷免された。メキシコに戻ったファヘスはパチューカの連隊長をつとめた。1781年と1782年の2回にわたり、コロラド川を探検した。これはソノラとアルタ・カリフォルニアの間の、現在のユマの近くに新たに建てられた伝道所を破壊した原住民を罰するのが目的だった。
セラはファヘスの後任のフェルナンド・リベラ・イ・モンカダ（任期1774-1776年）やフェリペ・デ・ネベ（1777-1782年）とも軋轢を起こした。1782年、ファヘスは中佐に昇進し、ラス・カリフォルニアス総督に任命されて再びモントレーに赴任した（モントレーは1777年にロレトにかわってラス・カリフォルニアスの州都になっていた）。1789年には大佐に昇進した。
1786年、フランスのラ・ペルーズ伯ジャン＝フランソワ・ド・ガローがモントレーを訪れた。ラ・ペルーズはモントレーに9日間滞在しただけだったが、帰国後にスペインによる統治を批判する書物を出版した。
ファヘスの妻のエウラリアは夫とともにモントレーに滞在したが、1785年に夫を、原住民女性と不適切な関係を持ったとして非難した。非難を取りさげなかったためにエウラリアはカーメルの伝道所に監禁された。その後に夫とのよりを戻し、1791年に後任の総督が任命されると、ともにメキシコに戻った。ファヘスは1796年にメキシコシティで没した。